# Lennart Jacobsson
Evald Torsten Lennart Jacobsson, född 13 juli 1923 i Lysekil död 26 september 2003 i Uppsala domkyrkoförsamling, var en svensk läkare och professor i klinisk kemi.

## Biografi
Efter studentexamen i Uddevalla 1941 inledde medicinska studier vid Lunds universitet där han blev medicine kandidat 1944 och medicine licentiat 1948, Han blev medicine doktor vid Uppsala universitet 1959 på en avhandling med titeln "Studies on partially hydrolyzed dextran with special reference to its use for plasma volume determinations in man" då han också blev docent i klinisk kemi.
Han var amanuens 1944-1947 och assistent 1948 vid medicinsk kemiska institutionen vid Lunds universitet och arbetade 1949-1954 som underläkare vid centrallaboratoriet vi Sahlgrenska sjukhuset. 1954-1962 var han överläkare vid kliniskt kemiska laboratoriet vid Umeå lasarett och från 1962 överläkare vid kliniskt kemiska laboratoriet vid regionsjukhuset i Umeå. Jacobsson var laborator i klinisk kemi 1962-1969 vid Umeå universitet samt biträdande professor 1969-1979 och professor från 1979 vid samma lärosätet. 
Jacobsson var regementsläkare vid Västerbottens regemente 1954-1958.
Lennart Jacobsson var son till bryggarmästare Carl Jacobsson och  dennes hustru Ewa Hallbäck och bror till professor Gunnar Jacobsson. Han var gift med författaren Gunnel Jacobsson 1944-1956 och från 1956 med hushållslärarinnan Birgitta Sandberg. Lennart Jacobsson är begravd på Uppsala gamla kyrkogård.